# Stanisław Cielątko
Stanisław Cielątko herbu Ciołek (ur. w Liszynie, zm. przed 2 listopada 1451) – prawnik, profesor i rektor Uniwersytetu Krakowskiego.

## Życiorys
Był synem Jana łożnego królewskiego. Wpisał się na Akademię Krakowską w 1429 jako scholastyk sandomierskiej kolegiaty Najświętszej Maryi Panny, 15 maja został bakałarzem sztuk wyzwolonych, a 16 października 1430 magistrem. Dalszą naukę kontynuował na Wydziale Prawa uzyskując przed kwietniem 1442 stopień doktora dekretów. 25 kwietnia 1442 został wybrany rektorem Akademii i pełnił ten urząd przez trzy kadencje do października 1443, kolejny raz został wybrany rektorem 16 października 1445 i kierował uczelnia do końca kwietnia 1446. Pracował jako komisarz arcybiskupa gnieźnieńskiego Wincentego Kota, prowadził jeszcze po jego śmierci rozpoczęte sprawy sądowe. Zmarł przed 2 listopada 1451, bowiem tego dnia papież Mikołaj V przyznał prebendę scholastyka sandomierskiego Wojciechowi Rytwiańskiemu, kanonikowi gnieźnieńskiemu.